# En terrains connus
Pour plus de détails, voir Fiche technique et Distribution.
En terrains connus est un film dramatique québécois réalisé par Stéphane Lafleur, sorti en 2011.

## Synopsis
Maryse vit une vie banale en banlieue avec son conjoint Alain. Elle est marquée par un accident sur son lieu de travail, un bras sectionné, qui l'amène à questionner sa relation de couple. Son frère Benoît, de son côté, habite avec leur père malade, veuf depuis 5 ans, et essaie d'établir une relation avec une mère monoparentale dont l'enfant semble le prendre en grippe. Un jour, un homme approche Benoît prétendant venir d'un futur proche (6-7 mois). Il l'avertit que sa sœur aura bientôt un accident mortel lors d'une tempête hivernale et il pense que ce serait important qu'elle ne parte pas.
Alors, que sa sœur décide de se rendre au chalet familial, Benoît, sans parler de la rencontre qu'il a eu, décide de l'accompagner.

## Fiche technique
- Titre original : En terrains connus
- Réalisation : Stéphane Lafleur
- Scénario : Stéphane Lafleur
- Musique : Sagor & Swing (en)
- Conception visuelle : André-Line Beauparlant
- Costumes : Sophie Lefebvre
- Maquillage : Kathryn Casault
- Coiffure : Michelle Côté
- Photographie : Sara Mishara
- Son : Pierre Bertrand, Sylvain Bellemare et Bernard Gariépy Strobl
- Montage : Sophie Leblond
- Production : Luc Déry et Kim McCraw
- Société de production : micro_scope
- Sociétés de distribution : Les Films Christal, Les Films Séville, Contre-Allée Distribution (France)
- Budget : 2,8 millions $ CA[1]
- Pays de production :  Canada
- Langue originale : français
- Format : couleur
- Genre : drame
- Durée : 89 minutes
- Dates de sortie :
  - Allemagne : 11 février 2011 (première mondiale à la Berlinale 2011)[2],[3]
  - Canada : 16 février 2011 (première québécoise en ouverture des 29es Rendez-vous du cinéma québécois au cinéma Impérial à Montréal)[4]
  - Canada : 18 février 2011 (sortie en salle au Québec)
  - Belgique : 5 octobre 2011 (26e édition du Festival international du film francophone de Namur)[5]
  - Canada : 20 septembre 2011 (DVD)
  - Grèce : 22 septembre 2011 (Festival international du film d'Athènes)[6]
  - France : 29 février 2012 (sortie en salle)[7]

## Distribution
- Francis La Haye : Benoît Bossé
- Fanny Mallette : Maryse Bossé
- Michel Daigle : le père de Benoît et Maryse
- Sylvain Marcel : Alain, le conjoint de Maryse
- Suzanne Lemoine : Nathalie Côté, la mère monoparentale
- Denis Houle : l'homme du futur, vendeur d'auto d'occasion
- Jérémy Girard : Simon, fils de Nathalie
- Dominique Pétin : collègue de travail de Maryse
- Guillaume Boisbriand : voisin de chalet
- Émilie Gilbert : la fêtée
- Michel Lalonde : Opérateur Rotary, figurant

## Distinctions
- Grand Prix du International New Talent Competition du Festival du film de Taipei 2011
- Prix du jury œcuménique de la Berlinale 2011, catégorie Forum[8]
- Best Narrative Award au Festival du film de Los Angeles 2011[9]
- Prix collégial du cinéma québécois 2012[10]